# Feke Pál
Feke Pál (Budapest, 1981. június 6. –) Junior Prima és Artisjus-díjas magyar színész, énekes, a Crescendo Music Management produkciós cég tulajdonos-producere.

## Élete
Magyarország egyik legismertebb musicalszínésze. Több mint 70 musical és rockopera főszerepét játszotta el. Az ország szeretetét és az országos ismertséget az István, a király rockopera címszerepével nyerte el 2008-ban. Magyarország számos szakmai és közönségdíját magáénak tudhatja. Az év musical színésze, Az év könnyűzenei előadója és A város kedvence díjak nyertese. Többszörös aranylemezes előadó. Televíziós show-műsorok állandó közreműködője. Jelenleg számos vidéki színház mellett a Budapesti Operettszínház, a Madách Színház és a József Attila színház vendégművésze.
2019-ben alapította meg produkciós cégét, a Crescendo Music Managementet. Nagyszabású produkciókat mutatnak be a zenei, színházi és koncertélet legjobbjaival.
2023-ban saját cégével állította színpadra az István, a király 40. éves jubileumi koncertet, mellyel országos turnéra indult. A Tokaj Fesztiválkatlan bele bemutató történetének első és egyetlen dupla pótszékes teltházát tudhatja magáénak. 2023-2024 es években saját szervezésű országos sportcsarnok turnéra indulnak.
A Kockhas, az egyszemélyes musical comedyje egyedülálló zenés színházi produkció. Még sosem mutattak be a világon 2 részes teljes estés musicalt, melyet egyetlen színész játszik el. A nagysikerű darabot Budapesten az Urániában játssza, melynek producere is.
Tizennyolc éves kora óta folyamatosan színpadon van, eljátszotta a világ musicalirodalmának legnagyobb szerepeit. 
Huszonkét évesen – a világon eddig talán legfiatalabbként – eljátszotta az egyik legnehezebb szerepet, Webber Jézus Krisztus Szupersztárjának címszerepét a Szegedi Dóm Téren. Több hónapon keresztül turnézott az Amerikai Egyesült Államokban és Kanadában az István, a király rockoperával. Számos nemzetközi musicalgála vendége volt Németországban és Ausztriában. Az ország legtöbb színházában, szabadtéri színpadán és sportcsarnokában fellépett már, több mint húsz hanglemezen volt közreműködő.
2008-ban megnyerte a Magyar Televízió István, a király rockopera 25 éves jubileumi előadássorozatára elindított versenyét. A legendás rockopera István királyaként az egész ország szívébe belopta magát. A Társulatban énekelt legszebb dalaiból megjelent válogatás lemeze hetekig a lemezeladási listák élén szerepelt. A megaprodukció bejárta az egész országot: közel 300 ezer néző látta élőben az előadást 2008 és 2010 között.
Két önálló musicallemeze is megjelent legkedveltebb szerepeinek dalaival, sajátos stílusára átírt hangszerelésben. 2009-ben elkészült harmadik lemeze Új világ vár! címmel. A korongra a legismertebb világslágerek, filmzenék és vadonatúj szerzemények kerültek fel. Az albumon a feldolgozások és a saját szerzemények is rockosabb hangzást kaptak, de jó néhány dalban a hetvenfős Danubia szimfonikus zenekar is megszólal. Az album 2009 decemberében aranylemez lett. 2012-ben jelent meg Paul&Hód: Az első harapás című lemeze, amelyen nagyszerű magyar zenészek szerzeményei és új, saját dalok szólalnak meg a Paul&Hód zenekar különleges, egyszerre lírai és modern stílusában. 2014-ben készítette el első élő koncertfelvételeket tartalmazó lemezét, Musical Live 1. címmel, amelyen egyaránt helyet kaptak magyar és külföldi slágerek, valamint ismert musical dalok is.
A Magyar Televízió Csináljuk a Fesztivált című műsorának folyamatos közreműködője és ötödik sorozatának győztes előadója. Saját műsora indult 2010 márciusában A zene az kell címmel a Duna Televízióban, melyben műsorvezetőként tűnt fel a képernyőn. A TV2 Rising Star című tehetségkutató műsorának zsűritagja. Folyamatos színházi és televíziós munkái mellett saját zenekaraival turnézik, amelyekkel bejárta az ország szabadtéri színpadait és sportcsarnokait.
Jelenleg a Budapesti Operettszínház, a Madách Színház, a Játékszín, a József Attila Színház valamint a Soproni Petőfi Színház művésze.
2020 őszén szerepelt a nagysikerű Álarcos énekes című műsorban, ahol egérjelmezben rejtőzködött.
2020 decemberében megnyerte a Konyhafőnök VIP 5. évadát. A nyereményéből bántalmazott és árva gyerekeknek adományozott.
2022-ben a Duna Csináljuk a fesztivált! című műsorának hetedik évadában zsűritag.
2025-től az Erkel Színház tagja.

### Családja
2019-ig Gyenesei Leila volt a felesége, 2017-ben született egy lányuk.

## Díjak, elismerések
- Junior Prima díj (2010) – színház- és filmművészet
- Artisjus-díj (2010) – a kortárs zenében nyújtott kiemelkedő tevékenységéért
- Önkéntesség Európai Évének Magyarországi Nagykövete ( 2011 )
- Művészek Magyarországért díj (2009) – az év könnyűzenei előadója
- Pepita közönségdíj (2009 )
- Csillag-díj: Az év musicalszínésze (2012) – Budapesti Operettszínház 2011/12-es évad
- ESTem "A város kedvence" díj (2011) – Kecskeméti Katona József Színház

## Színházi- és televíziós szerepei, rendezései, produceri munkái
| Darab                                            | Szerep                                 | Színház | Rendező                                                                  | Bemutató                                  |
| Óperencián Túl Mese Musical Koncert              | Énekes, Rendező, Világítástervező      | CRESCENDO MUSIC MANEGEMENT PRODUKCIÓ                                                                                    | Feke Pál                                                                 | 2024. június 8.                           |
| Kockahas, az egyszemélyes musical Comedy         | Paul                                   | CRESCENDO MUSIC MANAGEMENT PRODUKCIÓ: Uránia, Budapest                                                                  | Szente Vajk                                                              | 2023. május 30.                           |
| István, a király 40. éves jubileumi koncertturné | István                                 | CRESCENDO MUSIC MANAGEMENT PRODUKCIÓ: Bemutató: Tokaj Fesztiválkatlan - dupla teltház                                   | Feke Pál                                                                 | 2023. augusztus 12-13.                    |
| Csináljuk a Fesztivált III. évad                 | zsűri                                  | Duna Televízió | Mtva                                                                     | 2023. november 25.                        |
| István, a király JUNIOR                          | rendező, világítástervező              | Magyar Állami Operaház                                                                                                  | Feke Pál                                                                 | 2023. november 11.                        |
| Csináljuk a Fesztivált II. évad                  | zsűri                                  | Duna Televízió | Mtva                                                                     | 2022. november                            |
| Valami Bűzlik!/Something Rotten!                 | Ben Shaggem                            | József Attila Színház                                                                                                   | Szente Vajk                                                              | 2021. szeptember 18.                      |
| Csináljuk a Fesztivált I. évad                   | zsűri                                  | Duna Televízió | Mtva                                                                     | 2020. november                            |
| Csókkirály, a show                               | producer                               | CRESCENDO MUSIC MANAGEMENT PRODUKCIÓ: Margitszigeti Szabadtéri Színház, Tokaj fesztiválkatlan, Országos Turné 2021/2022 | Rendező:Szente Vajk, Producer: Feke Pál                                  | 2021. június 9.                           |
| István, a király – A koncert                     | István                                 | CRESCENDO MUSIC MANAGEMENT PRODUKCIÓ: országos turné                                                                    | Rendező, producer: Feke Pál                                              | 2019.augusztus 15.                        |
| Macskafogó                                       | Lusta Dick                             | József Attila Színház                                                                                                   | Szente Vajk                                                              | 2019.szeptember 26.                       |
| Tied a világ                                     | Pali                                   | Soproni Petőfi Színház                                                                                                  | Szente Vajk rendezését színpadra állította és művészeti vezető: Feke Pál | 2019.                                     |
| István, a király                                 | Koppány                                | Budapesti Operettszínház                                                                                                | Székely Kriszta                                                          | 2018. szeptember 25.                      |
| The Blues Brothers                               | Elwood                                 | Soproni Petőfi Színház                                                                                                  | Feke Pál, Serbán Attila                                                  | 2018                                      |
| István, a király 35.Jubileumi produkció          | István                                 | Papp László Budapest Sportaréna és Országos Turné                                                                       |                                                                          | 2018. december 17.                        |
| Apáca Show                                       | Eddie                                  | Budapesti Operettszínház                                                                                                | Szente Vajk                                                              | 2018. szeptember 10.                      |
| Apáca Show                                       | Eddie                                  | Szegedi Szabadtéri Játékok                                                                                              | Szente Vajk                                                              | 2018. augusztus 12.                       |
| Passió                                           | Péter                                  | Papp László Budapest Sportaréna                                                                                         | Alföldi Róbert                                                           | 2017. április 9.                          |
| ------------------------------------------------ | -------------------------------------- | --- | ------------------------------------------------------------------------ | ----------------------------------------- |
| 56 csepp vér                                     | Lőrinc páter                           | Székesfehérvári Vörösmarty Színház                                                                                      | Szikora János                                                            | 2016. október. 10.                        |
| Shrek (musical)                                  | Shrek                                  | Papp László Budapest Sportaréna                                                                                         | Szente Vajk                                                              | 2016. május 29.                           |
| A nyomorultak                                    | Javert                                 | Madách Színház | Szirtes Tamás                                                            | 2016. április                             |
| István, a király                                 | Koppány                                | Királydomb | Novák Péter                                                              | 2015. augusztus 19.                       |
| Zene, New York, Szerelem                         | Vernon Gersch                          | Soproni Petőfi Színház                                                                                                  | Szurdi MiklósMűvészeti Vezető: Feke Pál                                  | 2015. február 28.                         |
| Sentimento                                       | akusztikus koncert turné               | Soproni Petőfi Színház                                                                                                  | Feke Pál                                                                 | 2015.-2016.                               |
| Mozart!                                          | Colloredo                              | Budapesti Operettszínház                                                                                                | Kerényi Miklós Gábor                                                     | 2015. január 16.                          |
| ...Tied a világ!                                 | Pali                                   | Játékszín | Szente Vajk                                                              | 2014. június 19.                          |
| Evita                                            | Perón                                  | Soproni Petőfi Színház                                                                                                  | Katona Imre                                                              | 2014. április 26.                         |
| Musical Live                                     | szóló koncert                          | MKB Aréna – Sopron | Feke Pál                                                                 | 2014.március 29.                          |
| Poligamy                                         | Lilla 2 apja                           | Madách Színház | Szirtes Tamás                                                            | 2013. október 26.                         |
| István, a király (30. jubileumi előadás)         | István                                 | Szegedi Szabadtéri Játékok / Papp László Budapest Sportaréna                                                            | Alföldi Róbert                                                           | 2013. augusztus 17. / 2013. augusztus 30. |
| The Blues Brothers                               | Elwood Blues / rendező                 | Margitszigeti Szabadtéri Színpad                                                                                        | Feke Pál, Serbán Attila (művészeti vezetők, rendezők)                    | 2012. augusztus 3.                        |
| Veled, Uram!                                     | Vászoly                                | Thália Színház | Somogyi Szilárd                                                          | 2012. március 30.                         |
| Miss Saigon                                      | John                                   | Musical Aréna, Sopron/ Budapesti Operettszínház                                                                         | Kerényi Miklós Gábor                                                     | 2011. augusztus 19.                       |
| A nyomorultak                                    | Jean Valjean                           | Kecskeméti Katona József Színház                                                                                        | Korcsmáros György                                                        | 2010. szeptember 24.                      |
| Jézus Krisztus szupersztár                       | Jézus                                  | Madách Színház | Szirtes Tamás                                                            | 2010. szeptember 17.                      |
| Trója                                            | Priamosz                               | Igmándi Erőd, Komárom                                                                                                   | Pintér Tibor                                                             | 2010. július 16.                          |
| Spamalot                                         | Sir Galahad/Fekete lovag/ Herbert apja | Madách Színház | Szirtes Tamás                                                            | 2009. szeptember 25.                      |
| Zrínyi 1566                                      | Lahib                                  | Szigetvári vár | Moravetz Levente                                                         | 2009. szeptember 2.                       |
| István, a király 25. Jubileumi díszelőadás       | István                                 | Papp László Budapest Sportaréna                                                                                         | Szikora János                                                            | 2008. június 18.                          |
| Egy a nép, egy a magyar                          | István/Levente/Csaba                   | Sepsiszentgyörgy | Sárdi Mihály                                                             | 2007. augusztus 19.                       |
| Aida                                             | Radames                                | Margitszigeti Szabadtéri Színpad                                                                                        | Szurdi Miklós                                                            | 2007. július 27.                          |
| Vámpírok bálja                                   | Krolock gróf                           | Magyar Színház | Cornelius Baltus, Roman Polański                                         | 2007. július 4.                           |
| III. Richárd                                     | Catesby                                | Vörösmarty Színház | Szurdi Miklós                                                            | 2007. április 13.                         |
| A 3 testőr                                       | Richelieu bíboros                      | Budapesti Kongresszusi Központ                                                                                          | Balatoni Mónika                                                          | 2006. október 13.                         |
| Árpád népe                                       | Levente                                | Papp László Budapest Sportaréna                                                                                         | Nagy Viktor                                                              | 2006. március 28.                         |
| Kiálts a szeretetért                             | Jézus/Vándor/Koldus                    | Pataky Művelődési Központ                                                                                               | Pinczés István, Miklós Tibor                                             | 2005. november 25.                        |
| Mária – Égi szerelem                             | József                                 | Papp László Budapest Sportaréna                                                                                         | Malek Miklós                                                             | 2005. november 11.                        |
| Utazás                                           | Szurov                                 | Pataky Művelődési Központ                                                                                               | Miklós Tibor, Nagy Loránt                                                | 2005. október 20.                         |
| Evita                                            | Che                                    | Agria Nyári Játékok | Molnár László                                                            | 2005. július 21.                          |
| Volt egyszer egy csapat                          | Thomas                                 | Madách Színház | Szirtes Tamás                                                            | 2005. május 29.                           |
| Ilyenek voltunk                                  | Harmath Albert                         | Rock Színház | Miklós Tibor                                                             | 2005. február 11.                         |
|                                                  |                                        | |                                                                          |                                           |
| Éljen az élet!                                   | Chocolate                              | Békés Megyei Jókai Színház                                                                                              | Kálloy Molnár Péter                                                      | 2004. december 17.                        |
| Hair                                             | Claude                                 | Székesfehérvári Vörösmarty Színház                                                                                      | Szurdi Miklós                                                            | 2005.                                     |
| Rocky Horror Show                                | Riff-Raff                              | Belvárosi Színház | Kálloy Molnár Péter                                                      | 2004. április 18.                         |
| Atlantis                                         | James Heller                           | Tropicarium Színház | Szemán Béla                                                              | 2004. március 26.                         |
| Diótörő és Egérkirály                            | Zenegér                                | Vörösmarty Színház | Szurdi Miklós                                                            | 2003. december 19.                        |
| Valahol Európában                                | Hosszú                                 | Thália Színház |                                                                          | 2003.                                     |
| István, a király                                 | Torda                                  | Kecskeméti Nyári Játékok                                                                                                |                                                                          | 2003.                                     |
| Jézus Krisztus Szupersztár                       | Jézus                                  | Szegedi Szabadtéri Játékok                                                                                              | Molnár László                                                            | 2003. augusztus 1.                        |
| Hair                                             | Claude                                 | Fiatalok Színháza | Szurdi Miklós                                                            | 2002.                                     |
| István, a király                                 | Koppány                                | Pine View School, Sarasota, Florida                                                                                     |                                                                          | 2001. október 13.                         |
| Atilla – Isten kardja                            | Csaba                                  | Szegedi Szabadtéri Játékok                                                                                              | Iglódi István                                                            | 2001. augusztus 9.                        |
| Jekyll és Hyde                                   | Ned                                    | Békés Megyei Jókai Színház                                                                                              | Molnár László                                                            | 2001. február 16.                         |
| Jézus Krisztus szupersztár                       | Annás                                  | Horvátország |                                                                          | 2000.                                     |
| Kolombusz                                        | Caonabo                                | Budapesti Színház |                                                                          | 1999.                                     |
| Katonadolog                                      | Makó Ádám                              | Fiatalok Színháza | Szurdi Miklós                                                            | 1998.                                     |
| Elisabeth                                        | Halál                                  | Újpesti Színház | Feke Pál                                                                 | 1998.                                     |

## Egyéb szereplései
- Álarcos énekes, RTL
- A Konyhafőnök VIP, RTL
- Sztárban sztár +1 kicsi, TV2 (Kornis Anna partnereként)[6]
- Rising Star (zsűritag), TV2  (Első adás: 2014. október 26.)
- A Szövetség, M1 (Első adás/szereplés: 2012. január 14.)
- A zene az kell, Duna TV (2010. március 6.)
- SingSingSing II., Veszprémi Petőfi Színház (2010. január 22.)
- SingSingSing, Veszprémi Petőfi Színház (2009. március 1.)
- Best of Webber, Művészetek Palotája (2008. november 15.)
- Csináljuk a Fesztivált, M1 (2008. szeptember 14.)
- Új világ vár!, Újszegedi Szabadtéri Színpad (2008. augusztus 8.)
- Musical Plusz, Pataky Művelődési Központ (2007. szeptember 29.)
- A Társulat, M1 (2007. augusztus 20.)

## Lemezei
- Musical Live 1. (2014)
- Paul & Hód (2012)
- Jézus Krisztus szupersztár (2011)
- Férfiak, válogatás (2010)
- Zrínyi 1566 (2009)
- Új világ vár! (2009)
- A kölyök (2008)
- A Társulat – Sztárkarácsony (2008)
- István, a király (2008)
- A Társulat (2008)
- Feke Pál: A döntők legszebb dalai
- Aida (2007)
- Diótörő és Egérkirály (2007)
- A 3 testőr (2007)
- Hölgyeim és uraim (2006)
- Árpád népe (2006)
- Best of Musical 2. (2006)
- Best of Musical 1. (2006)
- Kiálts a szeretetért (2005)
- Utazás (2004)
- Jekyll és Hyde (2001)
- Atilla – Isten kardja (2001)
- Katonadolog (1999)

## Filmjei
- Géniusz, az alkimista (2010)
- Prima Primissima (2008)[forrás?]
- István, a király (2008)
- Bródy 60 (2006)
- Árpád népe (2006)
- Atilla – Isten kardja (2002)